# Де ла Кур, Микаэла
Мария Сюзанна Микаэла Дорнонвилль де ла Кур, или просто Микаэла де ла Кур (швед. Michaëla de la Cour; род. 16 августа 1961, Хельсингборг, Швеция) — шведская певица, актриса, модель и дизайнер. Особую известность получила благодаря участию в составе популярной музыкальной группы «Army of Lovers».

## Биография
Родилась в Швеции, в Хельсингборге, в семье французских эмигрантов. Отказавшись от поступления в колледж по окончании школы, стала работать метрдотелем, а позже — учительницей в музыкальном колледже «Adolf-Fredrie Music College».
В 1988 году Микаэла переехала в Нью-Йорк, куда ранее перебрался её отец. Здесь, в США, она также проходила обучение в институте театра и кино Ли Страсберга в Лос-Анджелесе. Спустя некоторое время она вернулась в Швецию, где устроилась в модельное агентство Камиллы Тулин. Во время одного из модельных показов она была замечена Жан-Пьером Барда и Александром Бардом — участниками поп-коллектива «Army of Lovers». После ухода из группы в 1992 году Камиллы Хенемарк они предложили Микаэле занять её место, и девушка согласилась.
В декабре 1995 года Микаэла, уставшая от гастрольной жизни и не нашедшая контакта со второй солисткой группы, Доминикой Печински, покинула группу. В течение следующего года она снималась в фотосессиях для эротических журналов «Playboy» и «Penthouse». Осенью 1996 года Микаэла сыграла медсестру в шведском комедийном сериале «Sjukan» («The Hospital»).
Весной 1997 года де ла Кур возобновила актёрскую деятельность, но уже в театральной постановке «Solskenspojkarna» («The Sunshine Boys»), а летом она записала свой дебютный сингл «Rumours And Lies», а также клип. В мае 1998 года Микаэла снялась в шведской документальной теледраме о загрязнении окружающей среды, потом открыла своё юридическое агентство в интернете (www.delacour.com), работала в шведском журнале «Zanzibar».
В 1999 году Микаэла вновь уехала в США, где продолжила карьеру модели и актрисы. Осенью 2000 года она выпустила очередной сингл «S.O.S.», а также клип на него.
В 2008 году вышел новый сингл Микаэлы, «Back On Earth».
В 2009 и 2010 годах Микаэла удостаивалась титула «Миссис Швеция» и представляла свою страну в финале конкурса «Миссис мира».